# Mark Akenside

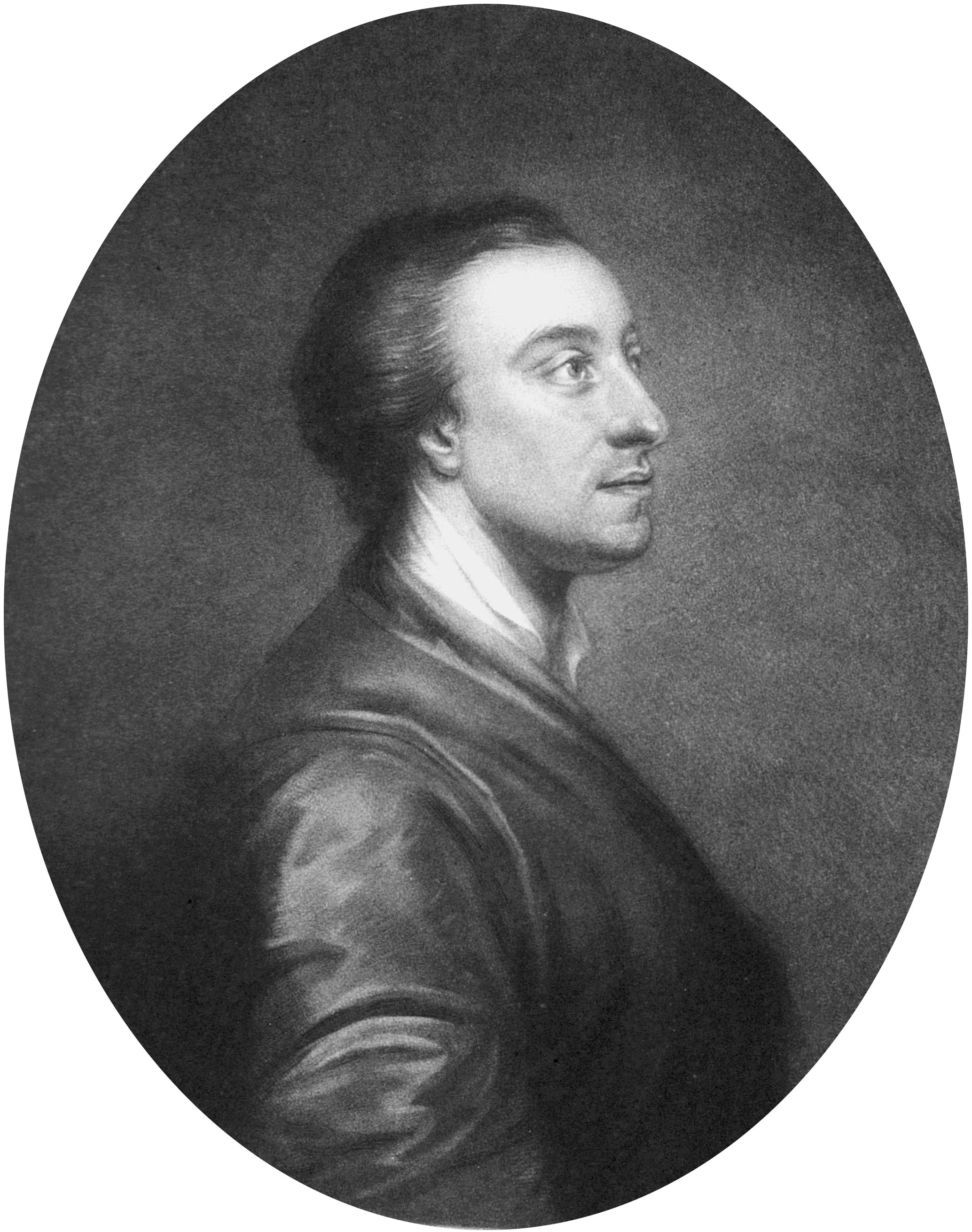
Mark Akenside

Mark Akenside (* 9. November 1721 in Newcastle upon Tyne; † 23. Juni 1770 in London) war ein englischer Arzt, Dichter und Autor einer Reihe von medizinischen Werken.

## Leben und Wirken
Er wurde in Newcastle-upon-Tyne als zweiter Sohn eines Metzgers geboren. Sein Vater Mark Akenside sen. war Mitglied einer presbyterianischen Kirche, seine Mutter war die geborene Mary Lumsden. Das Paar war seit dem 10. August 1710 miteinander verheiratet. Er erhielt seinen ersten Schulunterricht an der Royal Free Grammar School of Newcastle. Der junge Mark Akenside wurde im Alter von sieben Jahren beim Spielen in der väterlichen Metzgerei durch ein herunterfallendes Hackmesser am Fuß verletzt. Eine Verletzung, die ihn lebenslang zeichnete.
Zunächst ab 1738 studierte er Theologie in Edinburgh. Das Studium wurde Akenside durch einen Fonds zur Unterstützung junger Männer mit spärlichem finanziellem Hintergrund ermöglicht, um ihm die Ausbildung zu einem presbyterianischen Priester zu erlauben. Im darauffolgenden Winter des Jahres 1739 wechselte Akenside aber in die Medizin. 1741 ging er nach Leyden (Republik der Sieben Vereinigten Provinzen), zur Erweiterung seines medizinischen Wissens um drei Jahre später, am 16. Mai 1744, mit dem Thema Dissertatio de ortu et incremento foetus humani promoviert zu werden. Ein Thema, das sich mit dem Wachstum des menschlichen Fötus auseinandersetzte. Mit dem Ende seines Medizinstudiums im Jahre 1744 verließ er Leyden.
Danach praktizierte er zunächst in Northampton, Hampstead und schließlich in London. Sein M.D. wurde ihm von der Universität von Cambridge im Jahre 1753 verliehen, als Mitglied des Royal College of Physicians nahm man ihn im Jahre 1754 auf.
Eines der bemerkenswertesten Gedichte seiner Zeit war The Pleasures of the Imagination (1744). Akenside schrieb es als Dreiundzwanzigjähriger nach einem Aufenthalt im Jahre 1738 in Morpeth, wo er die Idee zu einem didaktischen Poem, didactic poem. Die spätere Übersetzung in die französische Sprache besorgte Paul Henri Thiry d’Holbach, ein Freund aus Leidener Zeiten, im Jahre 1759. Als Akenside sein Gedicht zum ersten Mal dem Verleger Robert Dodsley (1704–1764) vorlegte, konsultierte dieser den befreundeten Dichter und Übersetzer Alexander Pope, um den literarischen Wert der Arbeit zu beurteilen. Er soll gesagt haben, Akenside sei kein alltäglicher Schreiber (no everyday writer).
Akenside starb in seinem Haus in der Burlington Street in London, wo er die letzten zehn Jahre lebte.

## Werke (Auswahl)
Medizin
- Diss. de ortu et incremento foetus humani. Leyden, 1744
- Diss. de dysenteria. London, 1764

Poesie
- A British Philippic. 1738
- An Epistle to Curio. 1744
- The Pleasures of Imagination. 1744
- Friendship and Love. A Dialogue. 1745
- Odes on Several Subjects. 1745
- An Ode to the Right Honourable the Earl of Huntingdon. 1748
- An Ode to the Country Gentlemen of England. 1758
- An Ode to the Late Thomas Edwards. 1766